# 216591 Coetzee
216591 Coetzee este un asteroid din centura principală de asteroizi.

## Descriere
216591 Coetzee este un asteroid din centura principală de asteroizi. A fost descoperit pe 21 iulie 2002 la Campo Catino de Gianluca Masi. Asteroidul prezintă o orbită caracterizată de o semiaxă mare de 2,42 ua, o excentricitate de 0,18 și o înclinație de 3,7° în raport cu ecliptica.